# Teucholabis aspilota
Teucholabis aspilota är en tvåvingeart som beskrevs av Alexander 1948. Teucholabis aspilota ingår i släktet Teucholabis och familjen småharkrankar. Inga underarter finns listade i Catalogue of Life.